# 28. ročník udílení Nickelodeon Kids' Choice Awards
28. ročník udílení cen Nickelodeon Kids' Choice Awards se konalo 28. března 2015 v The Forum v Inglewoodu v Kalifornii. Moderátorem večera byl Nick Jonas.

## Moderátoři a vystupující

### Moderátor
- Nick Jonas
- Sydney Park a Jack Griffo

### Hudební vystoupení
- Nick Jonas – „Chains“, „Jealous“
- Iggy Azalea feat. Jennifer Hudson – „Trouble“
- 5 Seconds of Summer – „What I Like About You“

### Vystupující a hosté
- Jamie Foxx
- Emma Stoneová
- Liam Hemsworth
- Zendaya
- Kevin James
- Meghan Trainor
- Nick Cannon
- Debby Ryan
- Quvenzhané Wallis
- Echosmith
- Fifth Harmony
- Kaley Cuoco-Sweeting
- Tia Mowry-Hardrict
- Josh Gad
- Laura Marano
- Ross Lynch
- Grant Gustin
- Chloe Bennet
- Hilary Duff
- Bethany Mota
- Shawn Mendes
- Josh Peck
- Skylar Diggins
- Mo'ne Davis
- Jennette McCurdy

## Vítězové a nominovaní

### Film
| - Amazing Spider-Man 2 - Strážci Galaxie - Hunger Games: Síla vzdoru 1. část - Zloba – Královna černé magie - Želvy Ninja - Transformers: Zánik - Will Arnett (Želvy Ninja, LEGO příběh) - Steve Carell (Alexandr a jeho opravdu hodně špatný a příšerně blbý den) - Jamie Foxx (Amazing Spider-Man 2) - Hugh Jackman (X-Men: Budoucí minulost) - Ben Stiller (Noc v muzeu: Tajemství hrobky) - Mark Wahlberg (Transformers: Zánik) - Cameron Diaz (Annie) - Elle Fanning (Zloba – Královna černé magie) - Megan Fox (Želvy Ninja) - Jennifer Garnerová (Alexandr a jeho opravdu hodně špatný a příšerně blbý den) - Angelina Jolie (Zloba – Královna černé magie) - Emma Stoneová (Amazing Spider-Man 2) - Chris Evans (Captain America: Návrat prvního Avengera) - Andrew Garfield (Amazing Spider-Man 2) - Liam Hemsworth (Hunger Games: Síla vzdoru 1. část) - Hugh Jackman (X-Men: Budoucí minulost) - Chris Pratt (Strážci Galaxie) - Channing Tatum (Jupiter vychází) | - Halle Berryová (X-Men: Budoucí minulost) - Scarlett Johansson (Captain America: Návrat prvního Avengera) - Jennifer Lawrenceová (X-Men: Budoucí minulost, Hunger Games: Síla vzdoru 1. část) - Evangeline Lilly (Hobit: Bitva pěti armád) - Ellen Page (X-Men: Budoucí minulost) - Zoe Saldana (Strážci Galaxie) - Velká šestka - Jak vycvičit draka 2 - LEGO příběh - Tučňáci z Madagaskaru - Rio 2 - SpongeBob ve filmu: Houba na suchu - Cameron Diaz jako paní Hanniganová (Annie) - Jamie Foxx jako Electro (Amazing Spider-Man 2) - Angelina Jolie jako Zloba (Zloba – Královna černé magie) - Lee Pace jako Ronan (Strážci Galaxie) - Meryl Streepová jako Čarodějnice (Čarovný les) - Donald Sutherland jako Hunger Games: Síla vzdoru 1. část) |

### Televize
| - Austin a Ally - Pes a jeho blog - Čarodějka každým coulem - Henry Nebezpečný - Jessie - Agenti S.H.I.E.L.D. - Teorie velkého třesku - The Flash - Gotham - Taková moderní rodinka - Bylo, nebylo - Nicky, Ricky, Dicky a Dawn - Jack Griffo (Super Thundermanovi) - Grant Gustin (The Flash) - Benjamin Flores Jr. (Hawhawayovi a duchové) - Ross Lynch (Austin a Ally) - Charlie McDermott (Průměrňákovi) - Jim Parsons (Teorie velkého třesku) - Chloe Bennet (Agenti S.H.I.E.L.D.) - Kaley Cuoco-Sweeting (Teorie velkého třesku) - Kira Kosarin (Super Thundermanovi) - Laura Marano (Austin a Ally) - Jennifer Morrison (Bylo, nebylo) - Debby Ryan (Jessie) | - Ninja faktor po americku - Cupcake Wars - Dance Moms - MasterChef Junior - Shark Tank - Drtivá pořážka - Adventure Time - Kouzelní kmotříčci - Phineas a Ferb - Spongebob v kalhotách - Želvy Ninja - Teen Titans Go! - Amerika má talent - Amerika hledá topmodelku - American Idol - Dancing with the Stars - Umíte tančit? - The Voice |

### Hudba
| - Coldplay - Fall Out Boy - Imagine Dragons - Maroon 5 - One Direction - OneRepublic - Nick Jonas - Bruno Mars - Blake Shelton - Sam Smith - Justin Timberlake - Pharrell Williams - Beyoncé - Ariana Grande - Selena Gomez - Nicki Minaj - Katy Perry - Taylor Swift | - „All About That Bass“ od Meghan Trainor - „Bang Bang“ od Jessie J, Ariany Grande a Nicki Minaj - „Dark Horse“ od Katy Perry featuring Juicy J - „Fancy“ od Iggy Azalea featuring Charli XCX - "Problem" od Ariany Grande featuring Iggy Azalea - „Shake It Off“ od Taylor Swift - 5 Seconds of Summer - Echosmith - Fifth Harmony - Iggy Azalea - Jessie J - Meghan Trainor |

### Další
| - Deník malého poseroutky - trilogie Divergence - Hvězdy nám nepřály - série Bohové Olympu - Labyrint: Útěk - Percy Jackson's Greek Gods | - Angry Birds Transformers - Candy Crush Saga - Disney Infinity 2.0 - Mario Kart 8 - Minecraft - Skylanders: Trap Team |

## Mezinárodní ocenění

### Afrika[2]
| - Bonang Matheba - Roger Goode - Darren Simpson - Poppy Ntshongwana | - The Big Tyme - Mannie - Gbemi - Tosyn Bucknor |

### Austrálie a Nový Zéland[3]
| - Jamie’s World - Charli’s Crafty Kitchen - Troye Sivan - Sarah Ellen - DieselD199 - Steve Smith - Stephanie Gilmore - Nick Kyrgios - Dan Carter - Sarah Walker - 5 Seconds of Summer - Sheppard - Lorde - Jamie McDell - Iggy Azalea | - Grumpy Cat - Dr. Colosso - Boo - Meredith Grey a Olivia Benson - Munchkin - KATY CATS - 5SOSFAM - Arianators - Directioners - Swifties |

### Brazílie[4]

#### Nejoblíbenější umělec
- Anitta
- Luan Santana
- MC Gui
- Lucas Lucco

### Francie[5]

#### Nejoblíbenější hudební akt
- Kendji Girac
- Matt Pokora
- Tal
- Indila

### Německo[6]
| - Revolverheld - Mario Götze - Mandy Capristo - Joko und Klaas | - DieLochis - BibisBeautyPalace - Dagi Bee - Sami Slimani |

### Latinská Amerika[7]

#### Nejoblíbenější umělec
- Dulce María (Mexiko)
- CD9 (Mexiko)
- Lali Esposito (Argentina)
- Maluma (Kolumbie)

### Itálie[8]

#### Nejoblíbenější zpěvák
- Annalisa
- Dear Jack
- Fedez
- Lorenzo Fragola

### Nizozemsko a Belgie

#### Nejoblíbenější hvězda
- B-Brave
- Hardwell
- Ian Thomas
- MainStreet

### Polsko[9]

#### Nejoblíbenější hvězda
- Dawid Kwiatkowski
- LemON
- Margaret
- Mrozu

### Portugalsko[10]

#### Nejoblíbenější umělec
- D.A.M.A
- HMB
- No Stress
- Tom Enzy

### Jihovýchodní Asie[11]
| - JKT48 (Indonésie) - Jinnyboy (Malajsie) - Daniel Padilla (Filipíny) - Tosh Zhang (Singapur) | - BiBi Zhou (Čína) - Qi Wei (Čína) - Sean Zhang (Čína) - MAYDAY (Tchaj-wan) |

### Velká Británie.[12]
| - Ed Sheeran - One Direction - Little Mix - Jessie J - Pudsey the Dog - Prince Essex - Pippin & Percy - Hot Lips - Alexis Sánchez - Diego Costa - Wayne Rooney - Raheem Sterling - Mr. Stampy Cat - TheDiamondMinecart - Spencer FC - Sean Thorne | - Ella Henderson - Ella Eyre - Rixton - George Ezra - Directioners - Swifties - Vampettes - Arianators - Zoella - Niomi Smart - Caspar Lee - Alfie Deyes |